# WYSIWYG
WYSIWYG (произносится [ˈwɪziwɪɡ], является аббревиатурой от англ. What You See Is What You Get, «что видишь, то и получишь») — свойство прикладных программ или веб-интерфейсов, в которых содержание отображается в процессе редактирования и выглядит максимально близко похожим на конечную продукцию, которая может быть печатным документом, веб-страницей или презентацией. В настоящее время для подобных программ также широко используется понятие «визуальный редактор».

## История
До появления технологии WYSIWYG для создания сложноформатированных документов использовались программы, применяющие язык разметки. В этих программах для форматирования документа необходимо было указывать специальные коды (теги), невидимые в конечном результате работы. Теги определяли стиль текста (жирный, наклонный и т. п.), изменения шрифта, расположение текста и иллюстраций и т. д.
Первой программой, использующей WYSIWYG, считается текстовый редактор Bravo. Bravo был разработан в Xerox PARC для компьютеров Alto. Программа была разработана Батлером Лемпсоном (Butler Lampson), Чарльзом Симони (Charles Simonyi) и др. в 1974 году. Bravo не был выпущен на рынок, однако программное обеспечение компьютеров Xerox Star вероятно является прямым потомком этого редактора.
Параллельно с Bravo, но независимо от Xerox PARC, Hewlett Packard разработала и выпустила в конце 1978 года первую коммерческую программу, использующую WYSIWYG — приложение для создания диапозитивов или то, что сегодня называют презентационной графикой. Первый релиз программы, названной BRUNO, работал на мини-компьютерах HP 1000. BRUNO был портирован на HP 3000 и переиздан как «HP Draw».
В 1970-х — начале 1980-х популярным домашним компьютерам не хватало графических возможностей, необходимых для отображения WYSIWYG документов. Такие приложения, как правило, использовались достаточно редко, в основном на мощных рабочих станциях, которые были слишком дорогими для широкого распространения. Однако к середине 1980-х всё стало меняться. Улучшение технологии позволило производить дешевые графические дисплеи, и программы с WYSIWYG начали появляться на более дешёвых и популярных компьютерах, в том числе LisaWrite для Apple Lisa, выпущенный в 1983 году, и MacWrite для Apple Macintosh, выпущенный в 1984 году.

### Этимология
Фраза была придумана инженером Information International, Inc. (Triple-I) Ларри Синклером (Larry Sinclair) чтобы выразить мысль, что то, что пользователь видит на экране, он получает на принтере, используя «Page Layout System». «Page Layout System» — это система допечатной подготовки документов, впервые показанная на ANPS в Лас-Вегасе.
Фраза стала популярной благодаря информационному бюллетеню под названием «WYSIWYG». Его авторами были Арлин и Хосе Рамос (Arlene и Jose Ramos). Этот бюллетень был создан для индустрии новых систем допечатной подготовки, переходящей на электронный формат в конце 1970-х. После трёх лет публикации бюллетень был продан сотрудникам Стэнфордского исследовательского института в Калифорнии.